# 14612 Irtish
14612 Irtish (1998 SG164) là một tiểu hành tinh vành đai chính được phát hiện ngày 18 tháng 9 năm 1998 bởi E. W. Elst ở Đài thiên văn Nam Âu.